# جهاز الأمن الداخلي (عمان)
جهاز الأمن الداخلي، يُشار إليه أيضًا باسم جهاز المخابرات العماني، هو أحد المؤسسات الأمنية الرسمية العمانية، ويعد بمثابة جهاز الأمن القومي لسلطنة عمان. يرتكز عمل الجهاز فقط على الأمن الداخلي بينما يناط بالمكتب السلطاني على وجه التحديد - الذي يسيطر على الأمن الخارجي وينسق جميع سياسات الاستخبارات والأمن - التعامل مع عمليات الاستخبارات الخارجية.
الغرض العام لجهاز الأمن الداخلي، هو التحقيق في جميع الأمور المتعلقة بالأمن الداخلي العماني. كما يقود جهاز الأمن الداخلي إجراءات مكافحة الإرهاب وأنشطة توعية الداخل العماني تجاه أي أخطار إرهابية.
يمكن تتبع تاريخ جهاز الأمن الداخلي بالرجوع إلى الهياكل الاستخباراتية والأمنية التي أنشئت بتدريب من المخابرات العسكرية البريطانية ضمن الأجهزة التابعة للقوات المسلحة العمانية تحت قيادة السلطان سعيد بن تيمور في خمسينيات القرن العشرين. طور السلطان قابوس بن سعيد جميع أجهزة عمان منذ سبعينيات القرن العشرين، حيث قاد نهضة عمان الحديثة، بذلك تطورت قدرات الجهاز وأصبح يعرف حينذاك باسم «دائرة الأبحاث العمانية»، مع تركيزها الأساسي على دعم عمليات مكافحة التمرد في محافظة ظفار في السبعينيات. في 1987، أعيد تسمية دائرة الأبحاث العمانية لتصبح باسم جهاز الأمن الداخلي.
لدى جهاز الأمن الداخلي مقرات في القرم في العاصمة العمانية مسقط، وفي صلالة في ظفار.
استطاع الجهاز بين عامي 1994 و2005 إفشال عدة محاولات لضرب نظام الحكم في عمان، حيث كان للجهاز دور فعال في الكشف عن تلك المؤامرات والتحقيق فيها.
اعتبارًا من 26 مايو 2013، عُيّن الفريق سعيد بن علي الهلالي رئيسًا لجهاز الأمن الداخلي، وكان قبل ذلك يشغل منصب مساعد رئيس الجهاز، بينما شغل منصبه السابق العميد غصن بن هلال بن خليفة العلوي، الذي رقي إلى رتبة لواء عند توليه منصب مساعد رئيس جهاز الأمن الداخلي.